# Mladen Juran
Mladen Juran (Zagreb, 8. svibnja 1942.) je hrvatski redatelj, scenarist i glumac, autor s nominacijama za Golden Ombu, glavnu filmsku nagradu Latinske Amerike i Méliès d'Or, za najbolji europski film fantastike - ovjenčan prvim i rijetkim hrvatskim filmovima u službenoj konkurenciji svjetskih festivala A kategorije, kandidaturom za Oscara, Zlatnim medaljama u Beogradu i Zlatnim arenama u Puli, tematski vezanim uz korijene i iseljeništvo. 
Kao mladi autor, učenik slavnog američkog dramskog pedagoga Lee Strasberga osobno i pariških kinoteka, zajedno s dramskim obrazovanjem i s debijem u francuskom prestižnom kazalištu T.N.P. i u francuskoj kinematografiji,  posebno zainteresiran za filmsku baštinu, režirao je niz dugometražnih filmova u kojima je neistraženoj povijesti hrvatske kinematografije pristupio istraživački i esejistički, "stvorivši izuzetan kulturni iskorak, zaslužan za uspostavu nove perspektive o povijesti filma u Hrvatskoj,  značajno utjecao na filmsko obrazovanje budućih generacija filmologa, znanstvenika i filmskih djelatnika, a zbog inovativnosti bio višestruko nagrađivan... - dr. sc. Mato Kukuljica, 2002".

## Životopis
Gimnaziju je Juran završio u Splitu, 1960. Nakon diplomiranja na Ekonomskom fakultetu u Zagrebu, 1964., odlazi u Pariz gdje diplomira na Studiju dramskih umjetnosti u "l'Ecole Supérieure d'Art Dramatique Charles Dullin au Théâtre National Populaire", Jean Vilara, u Palais de Chaillot, 1968., te stažira Lee Strasbergu, Actor's Studio iz New Yorka. Za vrijeme studija nastupa kao glumac i asistira redateljima, Med Hondou (Soleil 0), Michael Cacoyannisu (kazalište T.N.P. – Les Troyennes J.P. Sartre, 1965.), Abel Ganceu (tv film Valmy – O.R.T.F., 1967.). 
Nakon povratka u Hrvatsku, Juran debitira kratkim eksperimentalnim filmovima Brijačnica, Do kraja i natrag, te TV serijalima, dokumentarnim i igrano-dokumentarnim, uz povremenu suscenarističku suradnju književnika Zvonimira Milčeca: Zadnja pošta Zagreb, dokumentarni serijal u dvadesetak nastavaka o alternativnom zagrebačkom životu (uz komponiranu glazbu Boška Petrovića), Pozdrav iz Zagreba, Zagrebački panoptikum, Prizori iz prošlog stoljeća, te kratkim i srednjometražnim filmovima Strah u dolini potoka Bliznec, Dan šarenih oblaka rođenih iz mora – James Joyce u Puli, Hrvati i Amerika, Stari album El Pija o pulsiranju gradskog života hrvatske metropole i pomalo zaboravljenih autentičnih gradskih senzibiliteta. Snimao je igrane i dokumentarne eseje prepoznatljivim rukopisom, jedino mogućim za tadašnju kontrolu tabu tema, u stilu "commedia dell'arte all'improvviso", adaptirajući pisane ili životne storije Zagreba i Hrvatske, prožimanjem snimljenih kadrova fikcije i faktološke autentične-arhivske filmske građe, uz suradnju s poznatim glumcima Sven Lastom, Enom Begović, Reljom Bašićem.

## Djela
Juran realizira, 1988., svoj prvi cjelovečernji igrani film Trideset konja po scenariju Ive Brešana, prema istoimenoj noveli Vjekoslava Kaleba (i istinitom događaju), britku crnu komediju s nizom popularnih glumaca (Borisom Dvornikom, Josipom Gendom, Sven Lastom, Milenom Dravić, Milanom Štrljićem), koja denuncira pljačku poslijeratne nacionalizacije, s posljedicom prikazivanja tipičnom za totalitarni sustav – zatajivanjem filma. Boris Dvornik je Bare Cukvić, ambiciozni stolar, otac četvoro djece koji 1946. godine odluči preuzeti upravljanje nacionaliziranim mlinom iako se ne razumije kako se upravlja motorom mlina. Bare se na taj način upusti u veliku avanturu želeći izgraditi karijeru koja će ga dovesti do visoke političke pozicije.
Tijekom domovinskog rata, 1993., slijede cjelovečernji igrani filmovi I dok je srca, bit će i Kroacije – A.G. Matoš, po vlastitom scenariju (suradnja Nedjeljka Fabrija) – retrospekcija Matoševe (Tomislav Martić) životne avanture, morala, politike, kulture, ljubavi i britkih misli o nama, intrigantne i aktualne danas više nego ikada. Film o domovinskom ratu Kositreno srce (1994.) je psihološka ratna drama dvojice protagonista rock generacije: Vidre (Slavko Juraga), invalida domovinskog rata i Žaca (Filip Šovagović), uspješnog poslovnog čovjeka u punini ikonografije ratnog Profitera – scenarist Nenad Marjanović Zulim, originalna pisana glazba Arsen Dedić. 
Kratki igrani film Transatlantic (1981.), nadrealističan prikaz tragične sudbine hrvatskog iseljenika, nagrađen je Zlatnom medaljom za najbolji kratki igrani film na festivalu Jugoslavenskog dokumentarnog i kratkog igranog filma u Beogradu, 1982., uvršten od kritike među najbolje jugoslavenske kratke igrane filmove ikad snimljene.
Juran je pokušavao, i prije kratkog igranog filma, napraviti cjelovečernji igrani film s istom tabu temom iz nepoznate povijesti hrvatske emigracije, no tu će ideju ostvariti tek nakon pada komunizma. 
U samostalnoj Hrvatskoj konačno realizira cjelovečernji Transatlantic (1998.), po vlastitom scenariju i u suradnji s Matom Matišićem i Božidarom Violićem – prvu hrvatsku filmsku epopeju o hrvatskoj imigraciji u Ameriku.
Istoimeni cjelovečernji film, s imenima počev od australske dive hrvatskog podrijetla Melite Jurišić, (iz najboljeg svjetskog filma 2015. po izboru   kritičara Fripescija - Mad Max: Fury Road), te Filipa Šovagovića, Borisa Dvornika, Alena Liverića, Relje Bašića, Ive Gregurevića, Matije Prskalo – do Martina Sheena kao specijalne gostujuće zvijezde (Off glas u Prologu filma), s lirskom glazbom pjesme i temom filma Nenada Bacha (Can We Go Higher?), u izvedbi simfonijske glazbe ravnatelja i skladatelja Alana Bjelinskog, uz obradu glazbe Brune Bjelinskog.
Film je bio globalno prihvaćen: dobitnik 4 Zlatne arene na festivalu u Puli 1998. i nagrade Kodak, rekordno gledan na Hrvatskoj televiziji (do 2016. preko pet i pol milijuna gledatelja), odabran kao prvi film samostalne Hrvatske u službenoj konkurenciji festivala A kategorije - otvorio Mar del Plata International Film Festival 1999., nominiran za najveću filmsku nagradu Latinske Amerike, Golden Ombu – po prikazivanju u službenom programu još jednog festivala A kategorije Moscow International Film Festival 1999. i u kinima Hollywooda, kandididaran za Oscara, 71. Academy Awards, za najbolji strani film godine 1998.
"Transatlantic je filmski ep o imigraciji, korijenima, Hrvatskoj, Novome svijetu (Americi), organiziranome kriminalu, emigraciji, ljubavi, samoći, sudbi, egzistencijalnim kotama svačijeg života, bio on monumentalan, ili pak, tek običan, ništavan, ali, ipak, ljudski. Ova tabu-tema (emigracija, »ustaška« dijaspora i »domobransko domoljublje«, ex-Titova Jugoslavija) hrvatske kulture sjajno je realizirana u žanru društveno-psihološke drame s elementima melodrame, te kriminalističkog i pustolovnog filma - michaelciminovski filmski oratorij." - RG Tilly, 2003.
Cjelovečernji igrani film Potonulo groblje (2002.), The Sunken Cemetery, po istoimenom romanu književnika Gorana Tribusona, horor poezije strave, psihološkog suspensea, nadograđen elementima trilera ubojstva i amnezije – nadrealistički je prikaz ratne katastrofe u Hrvatskoj devedesetih. Uz interpretaciju u prekretnici povratničkih obiteljskih tajni iseljenika Sven Medvešeka i Barbare Nole i-, uz simfonijsku glazbu skladatelja Igora Kuljerića, te scenarističku i glumačku suradnju "oskarovca" Jiri Menzela, u ulozi perfidnog doktora Javorskog. Film je bio nominiran za Méliès d'Or award for the Best European Fantastic film, Brussels International Fantastic Film Festival, 2003.
"Horor Mladena Jurana Potonulo groblje koje je pobijedio na Sci-Fi festivalu u Bruxellesu portretira sredovječnog muškarca koji se vraća u (...) ... razvoj drame, nadograđen na elemente trilera i povremene komedije ili grotesknih situacija. Redatelj je snimio film s izvanrednim osjećajem za ritam, istančanim okom za detalje, stvarajući istinite likove. Unatoč provokativnoj temi, riječ je o nenadmašnoj kvaliteti." - Andre Deutsch, Variety, 2004
Vjeran temama emigracije i korijena još je 1982. realizirao cjelovečernji dokumentarac o pionirskoj povijesti hrvatske kinematografije Živuće fotografije, u suscenarističkoj suradnji povjesničara Ive Škrabala, s tada nikad viđenim prvim filmskim snimkama Hrvatske, izdvojen od uvaženih teoretičara filma dr. Ante Peterlića i dr. Mate Kukuljice kao "izuzetan kulturni iskorak koji je stvorio svijest o povijesti hrvatske kinematografije, zaslužan za uspostavu nove perspektive o povijesti filma u Hrvatskoj i utjecaju obrazovanja budućih hrvatskih filmskih autora i filmske znanosti" – Zlatna medalja na festivalu Jugoslavenskog dokumentarnog i kratkog igranog filma u Beogradu, 1982. Četvrt stoljeća kasnije, godine 2006. i 2008., Juran će poslije dugog istraživanja realizirati nastavke trilogije Živuće fotografije 2 i 3, također cjelovečernjim dokumentarcima – nagrađivanim filmovima Škola narodnog zdravlja – naša nepoznata filmska industrija, (1984.), te Dr. Andrija Štampar, vizionar (2012.).
Godine 2016./17., u 100. obljetnici prvog hrvatskog, zagrebačkog igranog filma Brcko u Zagrebu, Juran realizira, u koautorskoj suradnji sa sinom multimedijskim umjetnikom Igorom Juranom, cjelovečernji igrani kolaž film, s dokumentarnim elementima i pjevanjem, o kolektivno programiranom "teroru zaborava" iskona hrvatske kinematografije – Sindrom Halla, začetak hrvatskog profesionalnog filma – rođenog da umre – digest simbiozi njegovih ranih igranih nedovršenih (ali sačuvanih) filmova u Jugoslaviji (u sklopu igrano-dokumentarnih RTZ serijala Pozdrav iz Zagreba i Zagrebački panoptikum, primjerice -  s Enom Begović u ulozi slavne glumice Ljerke Šram), realiziranih u tradiciji prvih hrvatskih igranih nijemih filmova – interpoliranim s arheološkim ostacima ideološki negiranih, izgubljenih i zaboravljenih kapitalnih filmova hrvatskog filmskog iskona (koji nisu kaskali za onodobnim svjetskim trendovima). 
U inovativnoj kolaž strukturi izdvaja se remake prvog igranog filma snimljenog u Hrvatskoj Napad na Narodnu banku u Rijeci, 1909. s protagonistima, dvojicom ruskih pljačkaša banke (Alen Liverić, Jasmin Mekić). U filmu Relja Bašić, autorski alter ego, alias ikona hrvatskog filma "gospon Fulir", sada "El Pi" – Lujo Pipić, vođen je faustovskom idejom da vrati mladost, polazeći od činjenice da za gledatelja svaki film (Vražji izum) predstavlja – sada. El Pi sanja rane Juranove poludovršene filmove u tradiciji prvih hrvatskih igranih filmova, prepuštenih teroru zaborava, strukturno nalik onim nestalim koje je snimio prvi hrvatski profesionalni snimatelj Josip Halla, čije je ime također zaboravljeno u indoktriniranoj tišini dvadesetog stoljeća. 
Kazalištu se Mladen Juran vraća, 1996./1997., HNK Rijeka, HKK Zadar – dramom Pjesnikova kob, Tihomila Maštrovića, sa Slavkom Juragom, Oliverom Baljak, Alenom Liverićem – u potrazi za identitetom pjesnika Petra Preradovića, austrijskog časnika koji je zaboravio maternji jezik i bavio se spiritualizmom. 
S jedne strane Gajev ilirizam kao nadnacionalna ideja, a s druge racionalni nacionalizam preporoditelja Ante Kuzmanića. Između te dvije ideologije koje su se od početaka nacionalne osviještenosti vrtložile u Hrvata sve do danas, leluja privatni život Preradovićev, njegova strasna ljubav spram Pavici de Ponte.

## Nagrade
- Zlatna medalja, Beograd 1982.

Transatlantic, kratki igrani
- Zlatna medalja, Beograd 1983.

Živuće fotografije – slike iz prošlosti filma u Hrvatskoj, dugometražni dokumentarni
- Diploma, Beograd 1985.
- Plaketa Sveučilišta u Zagrebu

Škola narodnog zdravlja – naša nepoznata filmska industrija, dugometražni dokumentarni
- I. nagrada publike, Dani JRT-a u Skoplju 1985.

srednjometražni glazbeni igrani film «Stari album L.P.-ija“ 
- 4 Zlatne arene Pula film festival, 1998.
- Nagrada Kodak, 1998.
- Hrvatski kandidat za nominaciju za nagradu Oscar, Academy Award", 1998.
- Službeni program Moscow international film festival, (“A” festival), 1999.
- Nominacija za Golden Ombu", Službena konkurencija 15 Festival Internacional de Cine, Mar del Plata (prvi film u samostalnoj Hrvatskoj u službenoj konkurenciji svjetskog «A» festivala), 1999.,Službena konkurencija festivala u Montevideu, 2000.

Transatlantic, dugometražni igrani
- Nominacija za nagradu Melies d'Or za najbolji europski film fantastike,(6 kandidata), 2003. Službena konkurencija International Festival of Fantasy film, Bruxelles (finalni festival festivala fantastike), 2003.
- Službena konkurencija Cinenygma International Film Festival, Luxembourg, 2003.

Potonulo groblje, dugometražni igrani
- Zlatna plaketa s kadenom Mare Nostrum Croaticum,

„za izuzetan doprinos hrvatskoj kulturi“, 2012.
- Nominacija za The Golden Gazelle, 2013.g., Abu Dhabi International Environmental Film Festival za cjelovečernji dokumentarni film “Dr. Andrija Štampar, vizionar"

## Filmografija

### Dugometražni igrani filmovi
- Trideset konja (1988.)
- I dok je srca, bit će i Kroacije – A.G. Matoš (1993.)
- Kositreno srce (1994.)
- Transatlantic (1998.)
- Potonulo groblje (2002.)
- Sindrom Halla (2016./17.)

### Kratkometražni igrani filmovi
- Brijačnica (1974.)
- Do kraja i natrag (1975.)
- Transatlantic (1981.)
- Napad na Narodnu banku u Rijeci, 1909. (2009.)

### Dokumentarni filmovi
- Uzlet (1976.)
- Strah u dolini potoka Bliznec (1978.)
- Ne gledaj gore (1979.)
- Trilogija: Živuće fotografije 1,2,3 (1982., 2006. i 2008.)
- Škola narodnog zdravlja Andrija Štampar – naša nepoznata filmska industrija (1984.)
- Između života i smrti (1989.)
- Prvi su krenuli dokumentaristi (1990.)
- Tribute to America (2007.)
- Dr Andrija Štampar, vizionar (2012.)

### TV-filmovi i serijali
- Kratki igrani film Brijačnica (1974.)
- Dokumentarni serijal Zadnja pošta Zagreb (1976. – 1979.)
- Igrani film priča iz Maksimirske šume (1978.)
- Dokumentarni glazbeni serijal Zagrebulje (1979. – 1980.)
- Dokumentarni serijal Mala kinoteka (1980.)
- Dokumentarni film Dan šarenih oblaka rođenih iz mora – James Joyce u Puli (1983.)
- Dokumentarni serijal Prizori iz prošlog stoljeća (1984.)
- Glazbeni igrani film Stari album L.P-ija (1985.)
- Igrano dokumentarni serijal Pozdrav iz Zagreba (1987. – 1988.)
- Umjetnička večer Ranko Marinković (1987.)
- Igrani film Trideset konja 1987.)
- Igrano dokumentarni serijal Zagrebački panopticum (1989.)
- Dokumentarni serijal Hrvatski sabori – iskon i zakon (1990.)
- Dokumentarni serijal Istra po Matiji (1990.)
- Dokumentarni serijal Lov na torpiljarku ( 1991.)
- Dokumentarni serijal Iseljena Hrvatska (1991. – 1992.)
- Dokumentarni film Istra, ruža hrvatska (1992.)
- Dokumentarni film Hrvati i Amerika (1992.)
- Dokumentarni film Moja priča o Hrvatskoj (1992.)
- Dramski serijal Hrvatska lirika egzila (1993.)
- Igrani film I dok je srca, bit će i Kroacije – A.G. Matoš (1993.)
- Igrani film Kositreno srce (1994.)
- Dramski kolaž Pismo francuskim prijateljima (1994.)
- Srednjemetražni igrani film Zora dalmatinska (1994. – 1995.)
- Dramski mini serijal u 3 nastavka Transatlantic (1999.)
- Dramski mini serijal u 2 nastavka Potonulo groblje (2003.)

## Kazalište
- Pjesnikova kob, predstava pretpremijerno izvedena u rujnu 1996. u Zadru na zadarskom kazališnom ljetu, a premjerno na sceni Hrvatskog narodnog kazališta Ivana pl. Zajca u Rijeci u studenom 1996. te je u istom kazalištu u sezoni 1996./1997. održano dvadesetak repriza.

## Glumačke uloge
- Les Troyennes kao Grk (Redatelj Michael Cacoyannis, kazalište T.N.P., Paris,1966.)
- Serijal Quand la Liberte venait du ciel, nastavak Les fiances de Romanville kao Časnik-ljubavnik (Redatelj Albert Riera, O.R.T.F.,1966.)
- Soleil O kao Švedski sindikalist (Redatelj Med Hondo, 1969.)
- Gott mit uns (Dio e con noi) kao Captain Carlaile (Redatelj Giuliano Montaldo, 1969.)
- Transatlantic kao US Granični službenik na Ellis Islandu (Redatelj Mladen Juran, 1998.)

## Vanjske poveznice
- http://film-mag.net/content.php?review.6592  Arhivirana inačica izvorne stranice od 27. travnja 2021. (Wayback Machine)
- https://dhfr.hr/redatelj/mladen-juran/  Arhivirana inačica izvorne stranice od 29. travnja 2021. (Wayback Machine)
- https://interfilm.hr/hr/film/dugometrazni/potonulo-groblje/
- https://www.matica.hr/vijenac/259/tajano-odjekujuce-harmonije-11156/
- https://www.laregione.ch/culture/culture/1462111/film-menzel-cinema-regista-ji-i-praga-nova-cane-fare
- https://www.culturenet.hr/hr/triptih-mladena-jurana/30603